# Ministeri de Transports del Gabon
|  | Per a altres significats, vegeu «Ministeri de Transports de Luxemburg». |

El Ministeri dels Transports (en francès: Ministère des Transports) és el departament del govern de Gabon responsable de la gestió i control dels organismes de transport. La seu del ministeri es troba a l'Immoble Interministerial (Immeuble Interministériel) de Libreville i està encapçalat pel polític anomenat Ministre des Transports et de la Logistique, que des del 2015 deté Paulette Megue M'Owono. El Bureau d'Enquêtes Incidents et Accidents d'Aviation (BEIAA), l'agència d'accidents d'aviació civil de Gabon, és una agència del ministeri que fou creada pel Decret núm. 00804 el 19 d'octubre de 2009.